# Antonio Puppio
Antonio Puppio (28 de abril de 1999), é um ciclista italiano que milita no Kometa-Xstra.
Em 2017 conseguiria proclamar-se campeão da Itália júnior na prova contrarrelógio. Nesse mesmo ano também levar-se-ia a prata na prova contrarrelógio júniores no Campeonato Mundial de Ciclismo em Estrada de 2017 de Bergen.

## Palmarés
2017
- Campeonato da Itália Júnior Contrarrelógio  [2]
- 2.º no Campeonato Mundial Contrarrelógio Junior